# SK Djerv 1919
Maillots
Le Sportsklubben Djerv 1919 est un club de football norvégien situé à Haugesund et créé en 1919. L'équipe joue en quatrième division (le cinquième niveau du football norvégien), après avoir été relégué de troisième division en 2011.
L'équipe évolue en première division lors de la saison 1988. Le club atteint les demi-finales de la Coupe de Norvège en 1986. 
Le SK Djerv 1919 fusionne ses équipes d'élites avec Haugar pour créer le « FK Haugesund » en 1993.